# Staurodesmus lanceolatus
Staurodesmus lanceolatus  là một loài Song tinh tảo trong họ Desmidiaceae, thuộc chi Staurodesmus.